# 消化器毒性
消化器毒性（Gastrointestinal toxicity）とは、消化管に対する薬剤等の毒性である。
糜爛、潰瘍、炎症、悪心、嘔吐、吐血、腹痛、下痢、便秘、タール便、血便、白色便、鼓腸、閉塞、穿孔、瘻孔、粘膜萎縮、癒着、壊死、増殖性変化などが該当する。
抗癌剤の有害事象の場合は、有害事象共通用語規準（2021年9月時点で ver 5.0）を用いてグレード1～4（グレード5は死亡）で評価される。